# Encore, jeszcze raz (Paryż 2001)
Encore, jeszcze raz (Paryż 2001) – album koncertowy Jacka Kaczmarskiego wydany w 2012 roku przez Licomp Empik Multimedia z okazji wypadającej w tymże roku rocznicy 55. urodzin poety. Zarejestrowany koncert odbył się 24 lipca 2001 roku w kaplicy domu studenckiego księży pallotynów w Arcueil, gdzie Kaczmarski występował wielokrotnie. Dla Polonii we Francji Arcueil było tradycyjnym miejscem kontaktu z artystą, który koncertował na całym świecie (również po 1989 roku), ale spośród scen zagranicznych jedynie w Arcueil występował regularnie.
W recitalu pojawiają się starsze utwory oraz piosenki z powstającego wówczas programu Mimochodem. Większość wykonywanych utworów jest zapowiadana i komentowana przez samego Kaczmarskiego.

## Wykonawcy[1]
- Jacek Kaczmarski – śpiew, gitara, słowa i muzyka

## Lista utworów[1]

### CD 1
1. „Wróżba” (03:17)
2. „Karnawał w Victorii” (03:44)
3. „O krok…” (02:14)
4. „Lot Ikara” (03:38)
5. „Legenda o miłości” (04:13)
6. „Przypowieść na własne 44. urodziny” (05:09)
7. „Piosenka zza miedzy” (02:31)
8. „Postmodernizm” (03:03)
9. „Rozbite oddziały” (03:09)
10. „Tren spadkobierców” (03:31)
11. „Dwadzieścia lat później” (04:59)

### CD 2
1. „Upadek Ikara” (05:03)
2. „Romans historiozoficzno-erotyczny o princessie Doni i parobku Ditku ze wstawką etnograficzną” (08:43)
3. „Encore, jeszcze raz” (05:11)
4. „Nasza klasa” (03:57)
5. „Wyschnięte strumienie” (02:01)
6. „Niech…” (05:10)
7. „Między nami” (04:40)
8. „Powtórka z Odysei” (03:41)
9. „Obława” (02:58)
10. „Ilu nas w ciszy…” (03:44)

## Wydania[1]
- 2012 – Licomp Empik Multimedia (2 CD, nr kat. LEMCD 013)